# Vlag van Wallonië

Waalse haan op de (huidige) vlag van Wallonië, België

De vlag van Wallonië, meestal de Waalse Haan genoemd, is de vlag van het Waals Gewest, dat Wallonië en de Oostkantons omvat, en van de Franse Gemeenschap.
De vlag werd in 1913 ontworpen door Pierre Paulus en beeldt een rode haan op een gele achtergrond af, de kleuren van het Prinsbisdom Luik. Op het begin werd ook geregeld de Franse driekleur met een rode haan erop gebruikt als vlag voor Wallonië. Deze vlag wordt nog steeds gebruikt door de Rassemblement Wallonie-France.
De Waalse vlag is pas na de federalisering van België in algemene omloop gekomen en is dan ook veel jonger dan de Vlaamse Leeuw, die gebaseerd is op de ruiterzegel van Filips van de Elzas, graaf van Vlaanderen in de 12e eeuw.
Op 3 juli 1991 nam de Franse Gemeenschap de Waalse vlag per decreet aan als symbool van de gemeenschap. Op 15 juli 1998 werd de vlag officieel erkend als de vlag van Wallonië.

## Geschiedenis

?Vlag van Wallonië (1998 - heden)
Vlag van het Rattachisme/reünionisme